# Charles Francis Buddy
Charles Francis Buddy, né le 4 octobre 1887 à Saint Joseph et mort le 6 mars 1966 à Banning, est un prélat catholique américain. De 1936 à 1966, année de son décès, il est l'évêque du Diocèse de San Diego,. 
Buddy fonde l'Université de San Diego, composée d'une université pour femmes, une université pour hommes, une faculté de droit, un séminaire théologique, une basilique pour la chapelle, ainsi que des bureaux pour le diocèse. 

## Biographie
Le 4 octobre 1887, dans la ville de Saint Joseph, dans le Missouri, Charles Allen et Annie Buddy donnent naissance à Charles Francis Buddy, faisant partie d'une fratrie de sept enfants. Charles Allen Buddy est un grossiste. On envoie Charles Francis Buddy à l'école paroissiale "Little Convent" (Petit Couvent, en français) pour garçons dans sa ville natale. À l'âge de 10 ans, il s'inscrit au Christian Brothers College, une classe préparatoire pour garçons des Frères des écoles chrétiennes. En 1902, Charles Francis Buddy entre au Benedictine College situé à Atchison, au Kansas, puis, en 1904, il se rend à la Saint Mary's Academy and College, une école religieuse de la Fraternité Saint-Pie X située à St. Marys, au Kansas.
Après avoir été diplômé de la Saint Mary's Academy and College en 1909, Charles Francis Buddy se prépare à la prêtrise et étudie au Collège pontifical nord-américain situé à Rome. En 1911, il devient docteur en philosophie et obtient une licence canonique en théologie en 1913. 

### Prêtrise
Le 19 septembre 1914, Charles Francis Buddy est ordonné prêtre par le cardinal Alessio Ascalesi au sein de la basilique Saint-Jean-de-Latran située à Rome. En août 1915, il retourne dans le Missouri et est assigné au poste de vicaire à la Cathédrale Saint-Joseph située dans la ville de Saint Joseph. En 1917, il devient le recteur du diocèse ainsi que le secrétaire de l'évêque Maurice Francis Burke. En 1919, Charles Francis Buddy démissionne des deux postes après avoir été exposé à la grippe.
Après rémission, Buddy devient le directeur diocésain de l'Œuvre pontificale de la propagation de la foi, fonction qu'il tiendra entre 1922 et 1936. De 1926 à 1936, il est également le recteur de la Cathédrale Saint-Joseph. En 1930, Buddy fonde la Cantine et Refuge Saint-Vincent destiné aux sans-abris, dont le gouvernement a pris le contrôle en 1934 en tant que bureau de secours temporaire. Il établit également la Paroisse Saint-Augustin, la première paroisse catholique destinée aux afro-américains située au nord du Missouri. Il siège au conseil municipal de la santé, assiste les campagnes de la Caisse de bienfaisance, et fonde un forum d'informations destiné aux individus de toute confession religieuse.

### Évêque de San Diego
Le 31 octobre 1936, Charles Francis Buddy est nommé évêque du Diocèse de San Diego par le pape Pie XI. Il est consacré évêque le 21 décembre 1936 par l'évêque Charles Hubert Le Blond avec comme co-consécrateurs Gerald Thomas Bergan (en) et Francis Joseph Monaghan (en). Son installation a lieu le 3 février 1937 au sein de la Cathédrale Saint-Joseph de San Diego. 
Le diocèse de San Diego se situe en Californie du Sud, et comprend les comtés de San Bernardino, Riverside, Imperial, ainsi que San Diego. Buddy est un ami proche de l'évêque William David O'Brien, le directeur de la Catholic Extension, ayant contribué financièrement à la construction des églises du diocèse de San Diego ainsi qu'au soutien financier des prêtres. 
En 1939, Buddy déclare que « le monde est dans un état de stupeur dû à une overdose du matérialisme ». Il s'oppose au communisme, en proclamant que cette idéologie souhaite « détruire l'église ainsi que l'état », Buddy affirme que « Ces 'ismes' ont mis à l’épreuve la patience de nos pauvres et de nos défavorisés qui sont tentés par de faux prophètes ainsi que des dirigeants hypocrites ». Il cofonde l'Université de San Diego en 1949 et en devient son président. En 1962, il participe à la première session du concile Vatican II, se déroulant à Rome. 
Buddy meurt le 6 mars 1966 à Banning, en Californie, lors d'un voyage de confirmation aux paroisses situées dans le col de San Gorgonio.